# Policubo

Los 8 tetracubos lado a lado: si se ignora la quiralidad, los 2 inferiores en color gris se consideran iguales, dando 7 tetracubos libres en total

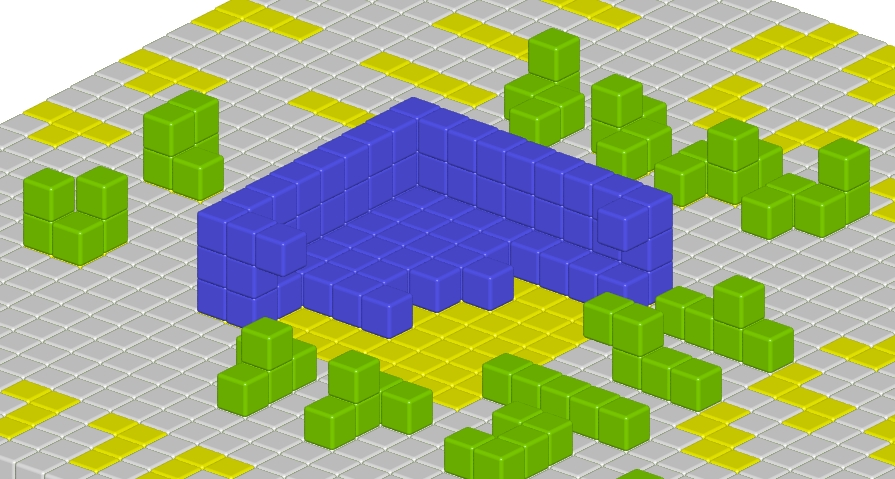
Un rompecabezas que implica organizar pentacubos

Un policubo es una figura sólida formada uniendo uno o más cubos iguales, de forma que cada uno de ellos tenga al menos una cara en común con algún otro cubo del conjunto (salvo en el caso trivial de un único cubo). Los policubos son los análogos tridimensionales de los poliominós planos. El cubo Soma, el cubo de Bedlam, el cubo Diabólico, el puzle Slothouber-Graatsma y el puzle de Conway son ejemplos de problemas de empaquetamiento basados en policubos.

## Enumeración de policubos

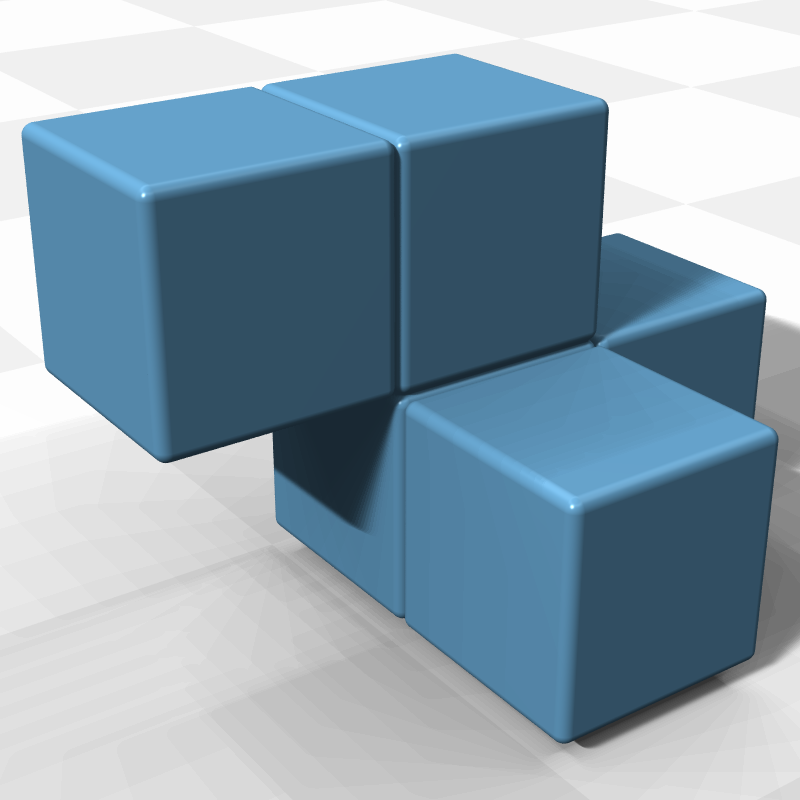
Un pentacubo quiral

Al igual que los poliominós, los policubos se pueden enumerar de dos maneras, dependiendo de si los pares de policubos quirales se cuentan como un policubo o como dos. Por ejemplo, 6 tetracubos tienen simetría especular y uno es quiral, dando un recuento de 7 u 8 tetracubos respectivamente. A diferencia de los poliominós, los policubos generalmente se cuentan con las parejas de figuras especulares como elementos distintos, puesto que no se puede voltear un policubo en tres dimensiones para reflejarlo, como sí se puede hacer con un poliominó. En particular, el Cubo Soma usa ambas formas quirales del tetracubo.
Se clasifican de acuerdo con la cantidad de celdas cúbicas que contienen:
| n | Nombre del n-policubo | Número de n-policubos cara a cara distintos (formas especulares contadas como distintas) (sucesión A000162 en OEIS) | Número de n-policubos libres (formas especulares contadas como iguales) (sucesión A038119 en OEIS) |
| - | --------------------- | --- | -------------------------------------------------------------------------------------------------- |
| 1 | monocubo              | 1 | 1                                                                                                  |
| 2 | dicubo                | 1 | 1                                                                                                  |
| 3 | tricubo               | 2 | 2                                                                                                  |
| 4 | tetracubo             | 8 | 7                                                                                                  |
| 5 | pentacubo             | 29 | 23                                                                                                 |
| 6 | hexacubo              | 166 | 112                                                                                                |
| 7 | heptacubo             | 1023 | 607                                                                                                |
| 8 | octacubo              | 6922 | 3811                                                                                               |

Los policubos se han enumerado completamente hasta el valor n=16. Más recientemente, se han investigado familias específicas de policubos.

## Simetrías de policubos
Al igual que con los poliominós, los policubos pueden clasificarse según la simetría que tengan. Las simetrías de los policubos (clases de conjugación de subgrupos del grupo octaedral aquiral) fueron enumeradas por primera vez por W. F. Lunnon en 1972. La mayoría de los policubos son asimétricos, pero muchos tienen grupos de simetría más complejos, hasta el grupo de simetría completa del policubo con 48 elementos. Numerosas otras simetrías son posibles; por ejemplo, hay siete formas posibles de simetría de 8 lóbulos.

## Propiedades de los pentacubos
Un total de 12 pentacubos son planos, y corresponden a los pentominós. De los 17 restantes, 5 tienen simetría de espejo, y los otros 12 forman 6 pares quirales.
Los prismas que envuelven a los pentacubos tienen los tamaños siguientes: 5×1×1, 4×2×1, 3×3×1, 3×2×1, 4×2×2, 3×2×2 y 2×2×2.
Un policubo puede tener hasta 24 orientaciones en la red cúbica, o 48, si se permite la reflexión. De los pentacubos, los de dos pisos (5-1-1 y la cruz) tienen simetría especular respecto a los tres ejes del espacio; y solo tienen tres orientaciones. Otros 10 poseen una simetría especular, con 12 orientaciones posibles. Cada uno de los 17 pentacubos restantes tiene 24 orientaciones.

## Octacubos y desarrollos de hipercubos

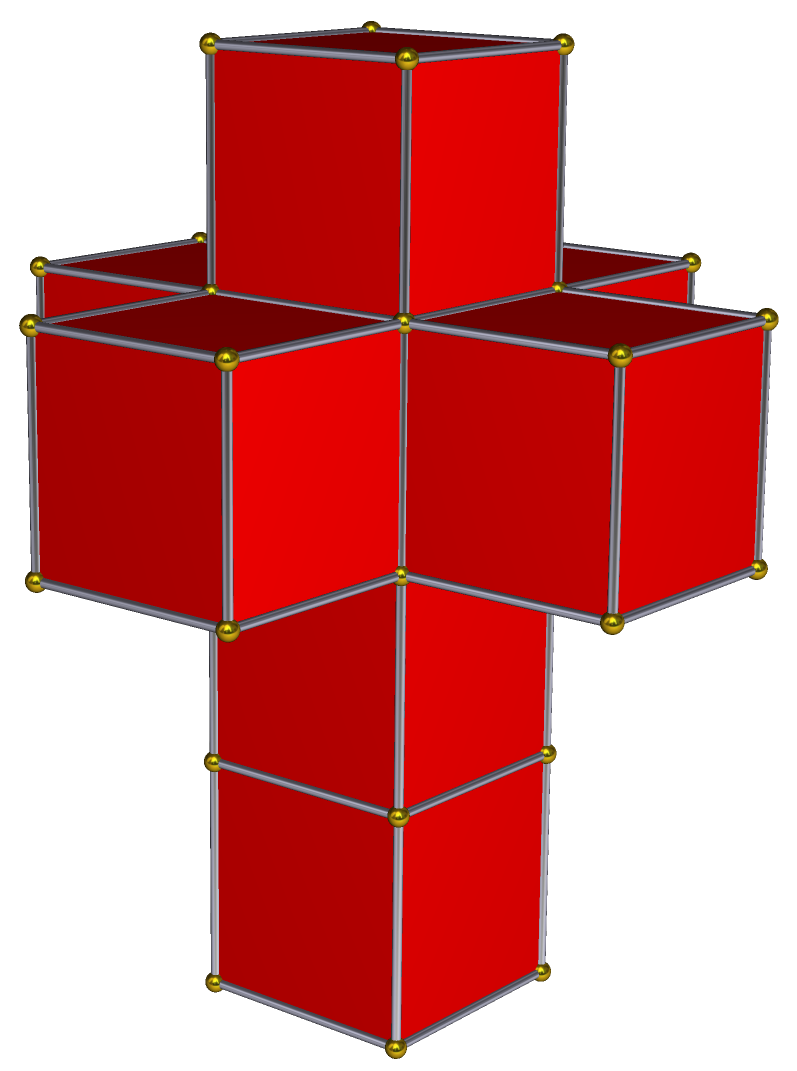
La cruz de Dalí

El teseracto (hipercubo de cuatro dimensiones) tiene ocho cubos como sus facetas, y al igual que el cubo puede ser desplegado en un hexominó, el teseracto puede desplegarse en un octacubo. Un despliegue, en particular, imita el conocido despliegue de las caras de cubo formando una cruz latina: consta de cuatro cubos apilados uno encima del otro, con otros cuatro cubos unidos a las caras cuadradas expuestas del segundo cubo desde el cubo superior de la pila, para configurar una forma tridimensional de cruz doble. Salvador Dalí usó esta forma en su pintura de 1954  Crucifión, y se describe en la historia corta de Robert A. Heinlein de 1940 "And He Built a Crooked House" (Y construyó una Casa Torcida). En honor a Dalí, este octacubo ha sido llamado la "cruz de Dalí". Puede tile space .
En términos más generales (respondiendo a una pregunta planteada por Martin Gardner en 1966), de los 3811 octacubos libres diferentes, 261 son desarrollos del teseracto.

## Conectividad límite

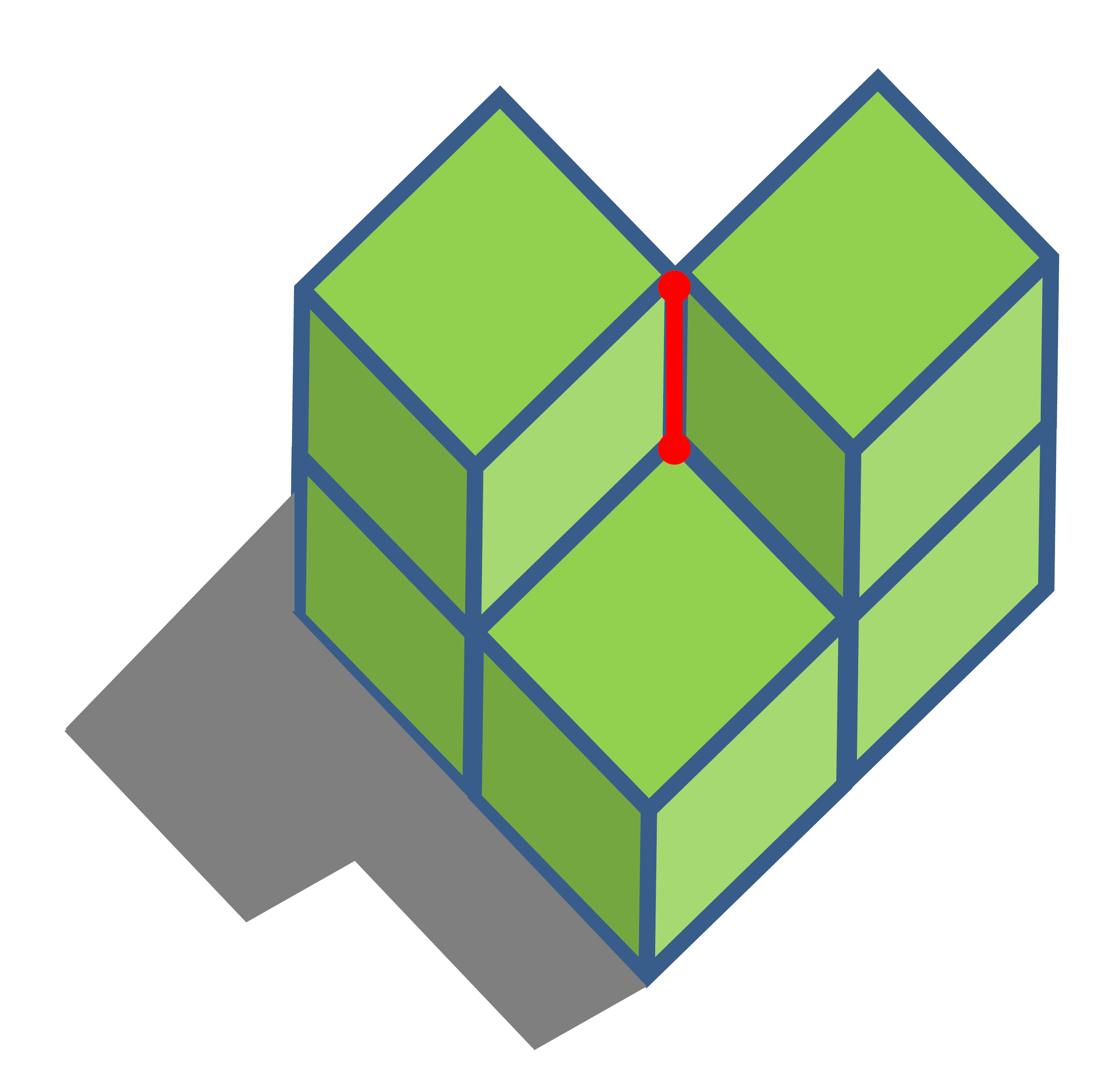
Pentacubo con un contorno que incluye una arista (en rojo) que pertenece a cuatro caras (dos del cubo superior de la izquierda, y otras dos del de la derecha)

Aunque se requiere que los cubos de un policubo estén conectados de cuadrado a cuadrado, no se requiere que todos los cuadrados de su límite estén conectados de arista en arista.
Por ejemplo, el policubo de 26 elementos formando una cuadrícula de cubos de 3 × 3 × 3 de la que se elimina el cubo central, es un policubo válido, en el que el límite del vacío interior no está conectado al límite exterior. Tampoco se requiere que el límite de un policubo forme una variedad. Otro caso es el de uno de los pentacubos con dos cubos que comparten una arista, que pertenece a cuatro caras (dos de cada uno de los dos cubos), y que a su vez forma parte del contorno del policubo.
Si un policubo tiene la propiedad adicional de que su complemento (el conjunto de cubos enteros que no pertenecen al policubo) está conectado por caminos de cubos que se encuentran de cuadrado a cuadrado, entonces los cuadrados de límite del policubo también están necesariamente conectados por caminos de cuadrados que se juntan arista a arista. Es decir, en este caso el límite forma un poliominoide.
Cada k-cubo con k < 7, así como la cruz Dalí (con k = 8) puede ser desarrollado en un poliominó que tesela el plano.
Es un problema abierto si cada policubo con un límite conectado se puede desplegar en un poliominó, o si esto siempre se puede hacer con la condición adicional de que el poliominó tesele el plano.

## Grafo dual
La estructura de un policubo se puede visualizar mediante un "grafo dual" que tiene un vértice para cada cubo y una arista para cada dos cubos que comparten un cuadrado. Este concepto es diferente de las nociones con nombres similares, como el poliedro conjugado o el grafo dual de un grafo de una superficie embebida.
Los grafos duales también se han utilizado para definir y estudiar subclases especiales de los policubos, como aquellos cuyo gráfico dual es un árbol.